# Gisbert Zarambaud
Gisbert Zarambaud est un footballeur international centrafricain, né le 8 juillet 1997 à Bangui. Il évolue au poste d'arrière gauche.

## Carrière

### Carrière en club
Gisbert Zarambaud évolua en catégorie jeunes à l'US Orléans.
Il intègre en 2019 le club de Roche Novillars. À l'été 2020, Zarambaud rejoint Jura Sud Foot qui évolue en National 2 ; il y jouera au total 8 matchs.
Au mercato estival de 2022, il rejoint le CA Pontarlier, puis le FC Vesoul en 2023. Il quitte le club à l'été 2024.

### Carrière internationale
Gisbert Zarambaud est appelé en sélection centrafricaine au cours de l'automne 2021. Il honore sa première sélection à l'occasion d'un match de qualification de coupe du monde contre le Cap-Vert (1-1) le 1er septembre 2021.